# Нови Жівот
Нови Жівот (словац. Nový Život) — село в окрузі Дунайська Стреда Трнавського краю Словаччини. Площа села 22,48 км². Станом на 31 грудня 2015 року в селі проживало 2257 жителів.

## Історія
Перші згадки про село датуються 1238 роком.

## Географія
Протікають канал Малиново-Благова і Трновський канал.

## Населення
| Рік:            | 1994. | 2004.   | 2014.   | 2024.   |
| --------------- | ----- | ------- | ------- | ------- |
| Кількість осіб: | 1953  | 2141    | 2237    | 2302    |
| Різниця:        |       | +9,62 % | +4,48 % | +2,90 % |

| Рік:            | 2023. | 2024.   |
| --------------- | ----- | ------- |
| Кількість осіб: | 2295  | 2302    |
| Різниця:        |       | +0,30 % |